# Luigi Questa
Luigi Questa (San Terenzo, 15 marzo 1902 – Roma, 6 marzo 1999) è stato un generale e aviatore italiano.
Colonnello della Regia Aeronautica, e successivamente Generale dell'Aeronautica Militare, partecipò nelle Crociere Atlantiche organizzate da Italo Balbo.

## Biografia

### Marina Mercantile e Regia Marina

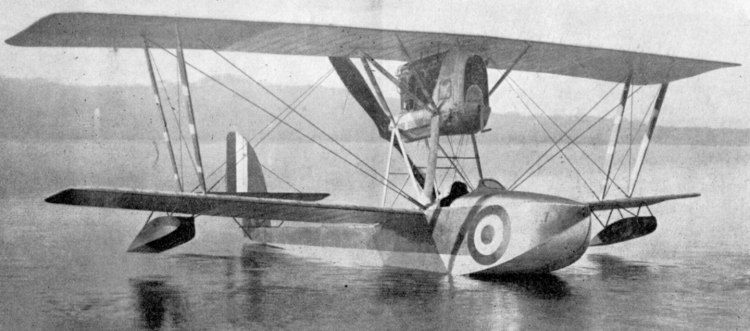
Un Macchi M.7

Nacque a San Terenzo, Lerici, il 15 marzo 1902, si diplomò nel 1918 come Capitano di Lungo Corso all'Istituto nautico "Cristoforo Colombo" di Camogli ed intraprese inizialmente una carriera in marina mercantile.
Chiamato a prestare servizio militare di leva nella Regia Marina nel 1920, giunse al corpo solo nel febbraio 1922, venendo nominato guardiamarina imbarcandosi per un biennio sulle navi Amerigo Vespucci La Farina e Riboty.
Nell’aprile 1925 passò a disposizione della Regia Aeronautica, come allievo pilota d’idrovolanti presso la scuola SAI di Passignano sul Trasimeno. Inizialmente volò a bordo degli idro F.B.A. e Macchi M.9, conseguendo il brevetto civile nel novembre 1925 e quello militare nel febbraio 1926, a bordo di idro Macchi M.7ter.
Sempre come pilota di M.7ter, venne assegnato al 27º Stormo Idrovolanti, prestando servizio prima nella 163ª Squadriglia, e in seguito nella 167ª, oltre che per nove mesi (sempre come pilota) a bordo dell’esploratore Ancona

### Crociere aeree del Mediterraneo
Nell'aprile del 1928 passò alla 184ª Squadriglia Idrovolanti, di base ad Augusta, ed iniziò l'allenamento su aerei Savoia-Marchetti S.59 e S.59bis. 
Nel maggio/giugno 1928, prende parte alla Crociera Aerea del Mediterraneo Occidentale, comandata da De Pinedo con il sottosegretario di Stato al Ministero dell'aeronautica Italo Balbo.
A seguito della crociera, rimane di stanza ad Orbetello come pilota di caccia su M.7ter in forza alla 161ª Squadriglia, cessando di appartenere ai ruoli della Regia Marina per entrare definitivamente in quelli della Regia Aeronautica.
Selezionato per partecipare alla Crociera del Mediterraneo Orientale, iniziò l'allenamento sui nuovi idrovolanti Savoia-Marchetti S.55, prendendovi regolarmente parte nel giugno 1929.
Il volo in formazione toccò Atene ed Istanbul prima di giungere ad Odessa nell'Unione Sovietica, per poi rientrare a Taranto ed infine a Orbetello.

### Crociere Atlantiche

Il Savoia-Marchetti S.55 I-SLAN, ad Orbetello nel 1932.

Fra il dicembre 1930 e il gennaio 1931 prende parte alla Crociera aerea transatlantica Italia-Brasile, come secondo pilota sull'apparecchio S.55A (I-TEUC) comandato dal Ten. Giuseppe Teucci.
Inizialmente designato come aereo di riserva della squadriglia bianca, l’I-TEUC riuscì invece a completare l'intero itinerario fino a Rio de Janeiro e viene venduto al governo brasiliano insieme agli altri idrovolanti.
Dopo la crociera, rientrò in Patria in nave insieme agli altri piloti e rimase a far parte della Scuola di Navigazione Aerea d'Alto Mare basata ad Orbetello.
Soprannominato "Pigafetta" per la sua abilità di navigatore, venne selezionato per prendere parte alla Crociera del Decennale organizzata da Balbo, ed insieme al maggiore Stefano Cagna svolse un ruolo fondamentale nei preparativi per il volo. A bordo dell'apparecchio S.55A (I-SLAN) con Cagna passò i mesi di giugno e luglio 1932 a perlustrare l'Europa settentrionale per scegliere ed approntare le basi estere. Insieme i due compirono numerosi attraversamenti delle Alpi e si spinsero fino a Reykjavík, utilizzando le neo-costituite basi di Amsterdam, Londonderry e Valentia. Come altri piloti, Questa prese direttamente parte allo sviluppo della strumentazione dei nuovi S.55X e a lui si deve il regolo utilizzato per misurare la velocità effettiva dell'aeromobile.
Durante la Crociera del 1933 fu comandante dell'apparecchio S.55X (I-QUES) che faceva parte della squadriglia dello Stato maggiore, nera stellata, insieme agli apparecchi I-BALB (Balbo e Cagna) e I-BISE (Attilio Biseo); secondo pilota era il tenente Goffredo Marrama. Dopo la crociera Questa fu promosso maggiore per meriti straordinari.

### 1933-1939
Alla fine del 1933, terminata la lunga licenza premio per la Crociera del Decennale, iniziò l'addestramento all’utilizzo di apparecchi terrestri. Nel maggio 1934 passa in forza al 19º Stormo di Ricognizione Terrestre, appartenente all’Aviazione Ausiliaria del Regio Esercito. Assunse il comando del 61º Gruppo O.A. e volò in forza alla 33ª Squadriglia Ricognizione come pilota di velivoli IMAM Ro.1. Il 61º Gruppo, basato all'Aeroporto di Bresso, copriva la regione centro-settentrionale del paese.
Nel luglio 1934 partecipò al Raid Aereo Roma-Tripoli, inteso come celebrazione del primo anniversario della Crociera del Decennale, che fu eseguito a bordo di velivoli Savoia-Marchetti S.66, che poi svolsero il servizio di linea presso la compagnia aerea Ala Littoria fra Roma e Tripoli a partire dalla fine dell'anno.
Rientrato nella 33ª Squadriglia, continuò a compiere esercitazioni e voli di ricognizione, ma a partire dal maggio 1935 intensificò notevolmente la sua attività di istruttore, su velivoli Caproni Ca.100, unendo nel contempo l'attività di collaudatore, pilotando e provando numerosi tipi di nuovi apparecchi: in configurazioni notturne, con pattini da neve e con scafi.
Promosso tenente colonnello nel 1936, fu trasferito ad Augusta come comandante dell'83º Gruppo Autonomo nel marzo 1937. In tale ruolo tornò a volare sugli idrovolanti della 184ª Squadriglia, prevalentemente su velivoli Cant Z 501 Gabbiano, ma anche talvolta sui vecchi S.59 e S.78, in missioni di allenamento.
Nel maggio dello stesso anno fu trasferito all'Aeroporto di Roma-Ciampino nei quadri del 12º Stormo Bombardamento Terrestre per allenarsi, con la 205ª Squadriglia da bombardamento (i "Sorci Verdi"), alla gara aerea "ISTRES - DAMASCO - PARIGI". Eseguì una serie di prove sui nuovi apparecchi Savoia-Marchetti S.79 Sparviero e S.81 Pipistrello insieme a Biseo,
Giuseppe Gaeta e Guido Bonini. Alla fine la squadriglia scelse di utilizzare per la gara sei S.79CS e due B.R.20, i nuovi bombardieri della Fiat. Con Gaeta, Rolandi e Bonini fu assegnato ai due B.R.20A, apparecchi di serie appositamente modificati per la corsa, registrati con le marche I-GAQU e I-ROBO, e numeri di gara rispettivamente I-10 e I-8. Il B.R.20A si rivelò non competitivo rispetto all’S.79, e all'arrivo a Damasco gli aerei I-ROBO e I-GAQU si piazzarono al sesto e settimo posto, dietro a cinque dei sei S.79. Nel volo di ritorno l’esemplare I-GAQU subì una forte avaria al motore sinistro e fu pertanto costretto ad un atterraggio di fortuna a Punta Sabbioni, vicino a Venezia.
Dopo la gara aerea, Questa, che già aveva deciso di non partecipare alla guerra in Etiopia nel 1935, decide di non partecipare alla Guerra civile spagnola e rimase invece basato a Roma presso l'ufficio dello Stato maggiore della Regia Aeronautica. In questo periodo svolse l'attività di istruttore su Ca.100 presso la scuola aerea di Ciampino.
Nel 1939 fu promosso colonnello e assunse il comando dell'Aviazione dell'Alto Tirreno e dal 1º aprile 1940 al 10 settembre 1940 del 43º Stormo Bombardamento Terrestre, di stanza all'Aeroporto di Cameri (NO).

### Seconda guerra mondiale

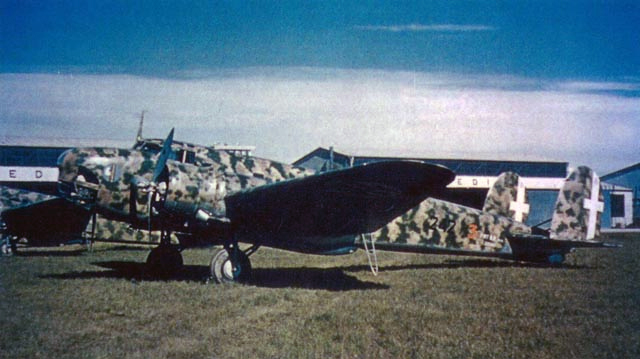
Un bombardiere B.R.20M del 43º Stormo BT a Cameri

Inquadrato nella 1ª Squadra aerea, 4ª Divisione Aerea "Drago", lo stormo comprende il 98º Gruppo BT (240ª e 241ª Squadriglia) e il 99º Gruppo BT (242ª Squadriglia e 243ª Squadriglia), ed era uno dei primi stormi italiani ad essere equipaggiati con la nuova versione del B.R.20, il B.R.20M ("Modificato"). Insieme al 13º Stormo BT, il 43º partecipò alle prime azioni di guerra contro la Francia nel giugno 1940 e fece successivamente parte del Corpo Aereo Italiano, di stanza a Chièvres in Belgio, impegnato nella Battaglia d'Inghilterra.
Nel 1941 lavorò principalmente basato a Roma, presso Superaereo. Nel 1942 fu trasferito al Comando Supremo dell'Aviazione per la Regia Marina, e svolse prevalentemente attività di comando, ma anche di volo (ricognizione marittima, esplorazione anti-sommergibile e scorta convogli), effettuando missioni prevalentemente nel Mediterraneo Occidentale, nello Jonio e nell’Egeo. Dall'agosto del 1942 venne basato fra Patrasso e Prevesa, come comandante del Comando Aviazione per la Regia Marina di Patrasso, volando prevalentemente a bordo di velivoli Cant Z.506 Airone.
Si spense a Roma nel marzo 1999, e la sua salma fu tumulata nel Cimitero degli atlantici ad Orbetello.